# André Metz
André Metz (* 4. November 1891 in Santo Domingo; † 16. Dezember 1968 in Louveciennes) war ein französischer Offizier und Popularisierer von Physik.

## Leben
Er besuchte die École polytechnique (1910), wurde Ingenieuroffizier und Leiter der Zeitschrift Revue du génie militaire von 1933 bis 1937. Im Zweiten Weltkrieg trat er den Forces françaises libres bei, wurde 1946 zum Brigadegeneral und ausgezeichnet als Commandeur de la Légion d’Honneur. Er war Mitglied der Société française de physique und der Société française de Philosophie, und wurde ausgezeichnet mit dem Prix Binoux (1928), dem Prix Ch. Lambert (1963), und dem Prix Henri Becquerel (1967).
In den 1920ern wurde er besonders bekannt für seine Verteidigungen von Albert Einsteins Relativitätstheorie gegenüber Kritik und ungenauen Popularisierungen, wobei er insbesondere gegen Henri Bergson auftrat. Diese Tätigkeit wurde auch von Einstein anerkannt, wie ein Briefwechsel mit Metz zeigt (siehe Hentschel und Canales für Details zu diesen Debatten). Metz wurde später auch ein Anhänger und Verbreiter der Philosophie von Émile Meyerson.

## Veröffentlichungen (Auswahl)
- La Relativité (Paris 1923 – erweiterte Ausgabe 1926)
- Meyerson (Alcan, Paris 1926 – erweiterte Ausgabe 1934)
- Les Nouvelles Théories scientifiques et leurs adversaires, Chiron, 1926.
- Bergson (Paris 1933)
- Science et réalité (Sedes, Paris 1964)